# Hálókocsi

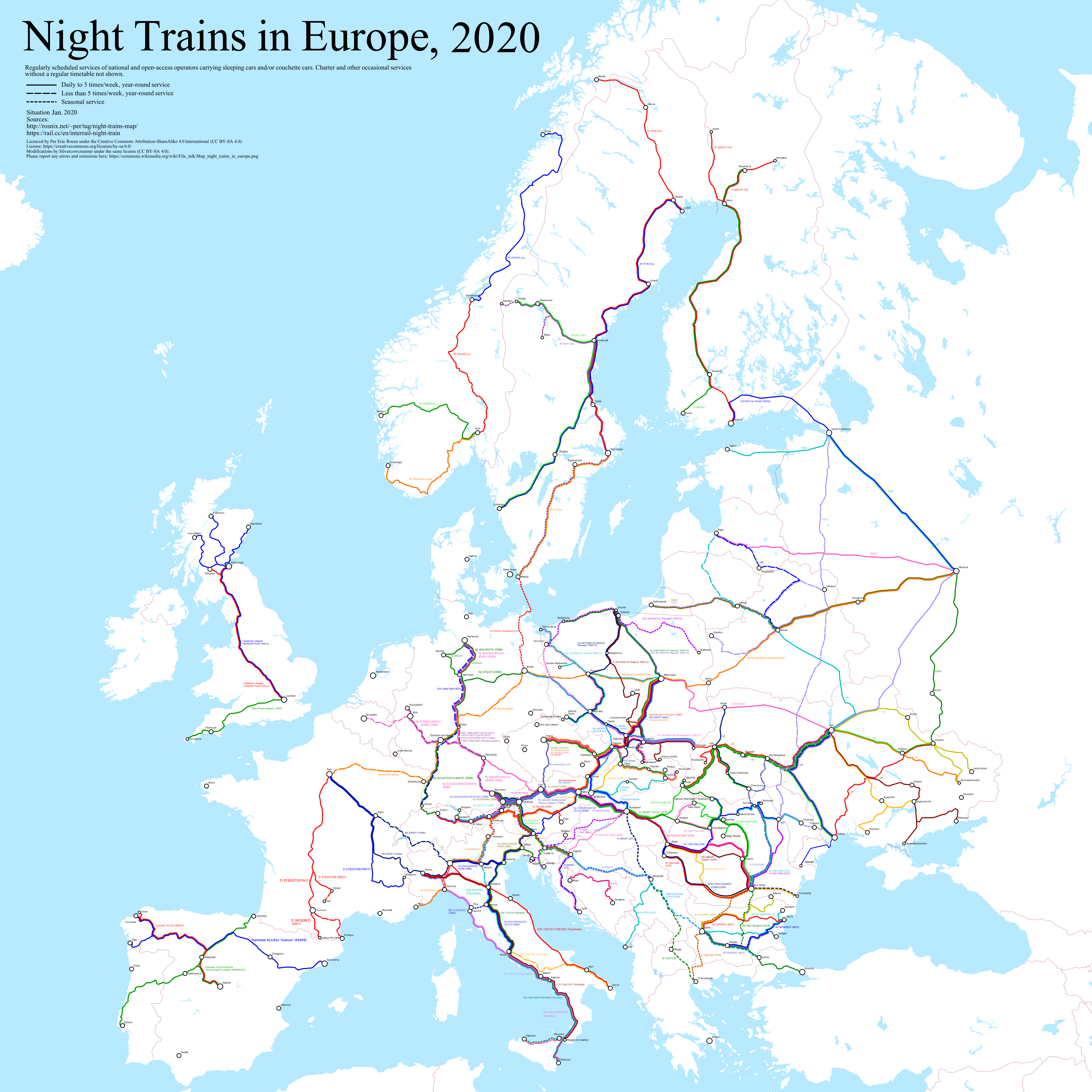
Európa vasútvonalai 2020-ban, melyen fekvőhelyes és/vagy hálókocsi is közlekedett

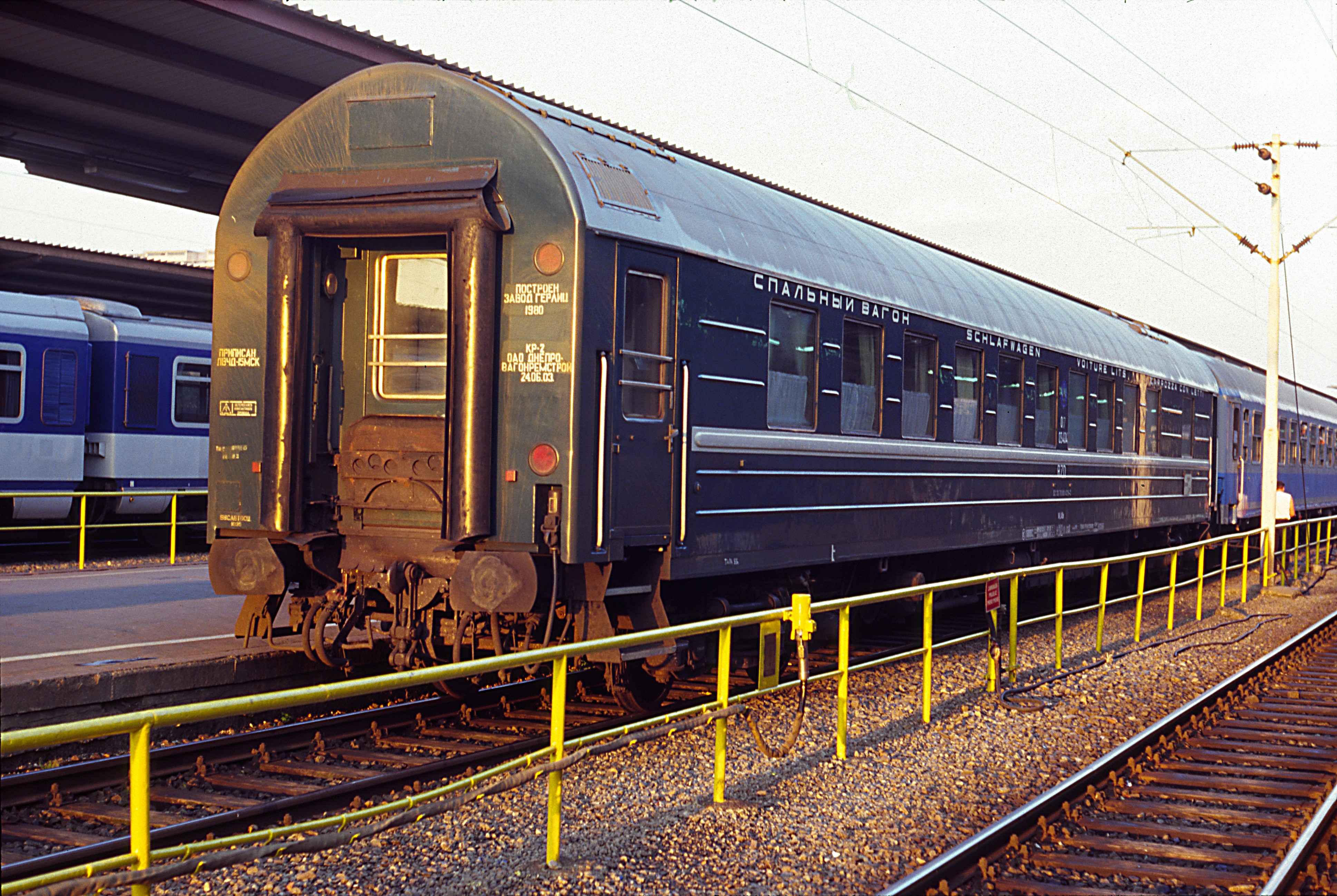
Orosz hálókocsi

A hálókocsi egy olyan speciális vasúti kocsi, melyben az utasoknak utazás közben lehetősége van kényelmes, ágyakon történő alvásra.

## Története
A vasúti utazások kezdetén még nem léteztek hálókocsik. A vasút nem alkotott összefüggő hálózatot, a távolságok még rövidek voltak. Azonban ahogy bővült a vasúthálózat, fokozatosan megjelent az igény a kényelmes, komfortos hosszabb utazásokra is. Először az USA-ban kezdtek el használni ilyen kocsikat. A bevándorlók hosszú napokon át utaztak összezsúfolva a kényelmetlen kocsikban. Azonban nem csak a bevándorlók utaztak hosszabb távolságokat, hanem üzletemberek és kalandvágyók is. George Pullman utazásai során elhatározta, hogy kényelmes, éjszakai utazásokra is maximálisan alkalmas kocsitípust fejleszt ki. Később a neve ráragadt a kocsifajtára és megszülettek az első pullman-kocsik.
A kényelemnek gyorsan híre ment, így ezek a kocsik Európába is eljutottak.

## Napjainkban

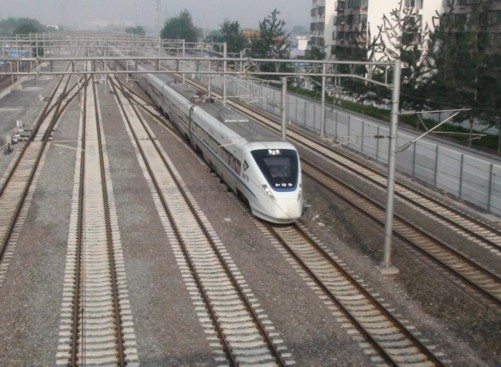
Nagysebességű hálókocsis vonat Kínában

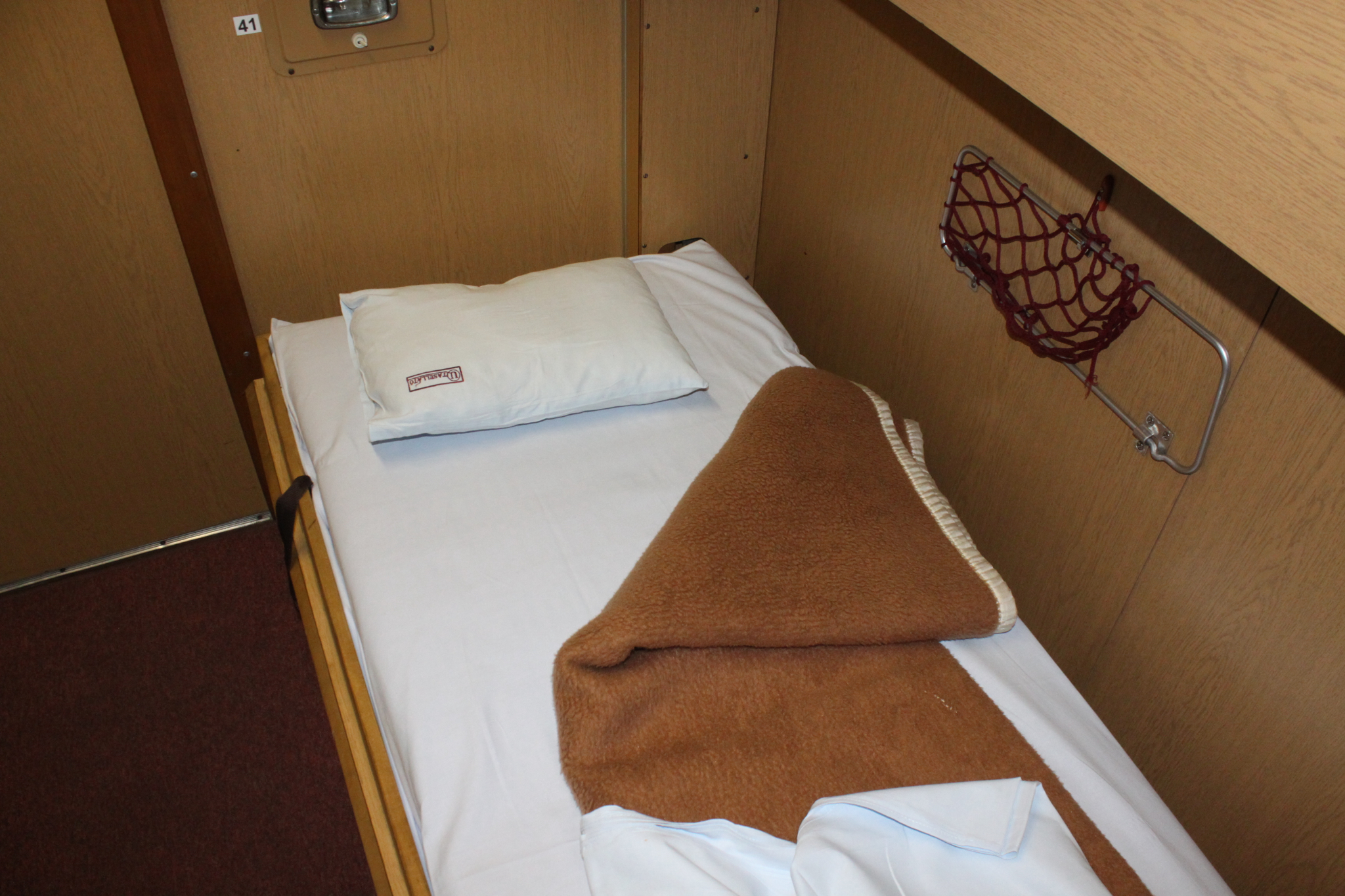
Egy régi magyar hálókocsi fülkéje

Napjainkban a diszkont repülőjáratok és az egyéni közlekedés miatt a hálókocsik száma folyamatosan csökken. Sok viszonylaton a vonatok sebessége megnőtt, már nem napokig tart az út. Repülővel pedig egy napon belül el lehet jutni szinte bárhova. De a turisták és kirándulók még kedvelik ezt a szolgáltatást, mert így az utazás tartalmazza a szállás költségét is. Ázsiában, ahol a légi közlekedés még nem fejlődött ki, szintén népszerű ez az utazási forma.
Más kategória a különböző élményvonatok, melyeknél nem számít a sebesség és az utazási élményhez hozzátartozik a vonaton való alvás is.
Hálókocsikat továbbítanak a különböző Rola vonatok is. Itt a speciális kocsikon utazó kamionok sofőrjei töltik a pihenőidejüket. A vonaton töltött idő nem tartozik bele a vezetési időbe, így érkezés után a sofőrök azonnal indulhatnak is tovább.

### Észak-Amerika
Az USA-ban az első ilyen típusú kocsik szórványosan az 1830-as években jelentek meg. Ezekben át lehetett állítani az üléseket az éjszakai alváshoz. Voltak olyan típusok is, melyben saját privát szobát kaptak az utazók, amit nem kellett megosztani idegenekkel. Ma az összes rendszeres, menetrendszerű hálókocsis szolgáltatást az Amtrak üzemelteti. A legtöbb éjszakai Amtrak vonaton van modern hálókocsi, melyek saját szobákkal rendelkeznek. Szinte kizárólag turisták használják.
Kanadában az összes rendszeres, menetrend szerinti hálókocsi szolgáltatást a VIA Rail Canada üzemeltet. A kocsik között vannak viszonylag új, és század közepi felújított vagonok is.

### Kína
A fejletlen légiforgalom és a nagy távolságok miatt Kínában napjainkban még igen népszerű a hálókocsis vonatutazás. Érdekesség, hogy az országban még a nagysebességű vonatok közt is találunk hálókocsit. Az éjszakai nagysebességű közlekedés egyedülálló a világon.

### Magyarország
Magyarországon belföldi hálókocsis vonat nem közlekedik, csak nemzetközi, melyek általában EuroNight vonatok. Néhány kivétel is akad, ezek hagyományos nemzetközi gyorsvonatok ülőhelyes kocsikkal és hálókocsikkal.
A 2016-os menetrend szerint éjszakai vonattal eljuthattunk Bulgáriába, Csehországba, Horvátországba, Lengyelországba, Montenegróba, Németországba, Svájcba, Szerbiába, Szlovákiába, Szlovéniába, Ukrajnába, Oroszországba és Romániába is.
A 2024-es menetrendben már csak Ausztriába, Csehországba, Horvátországba (csak nyáron), Szlovéniába (csak nyáron) Lengyelországba, Németországba, Svájcba, Ukrajnába és Romániába lehet hálókocsival utazni.
| Hálókocsival elérhető úticélok | Hálókocsival elérhető úticélok | Hálókocsival elérhető úticélok                   |
| Vonat neve                     | Hálókocsi                      | Útirány                                          |
| ------------------------------ | ------------------------------ | ------------------------------------------------ |
| Kálmán Imre EN                 | H-START WLABmz                 | Budapest - Bécs - Salzburg - München - Stuttgart |
| nightjet                       | H-START WLABmz                 | Bécs - Salzburg - Feldkirch - Zürich             |
| Metropol EN                    | ČD WLABmee                     | Budapest - Pozsony - Břeclav - Prága             |
| Metropol EN                    | H-START WLABmz                 | Budapest - Pozsony - Břeclav - Wrocław - Berlin  |
| Metropol EN                    | PL-PKPIC WLAB10mnouz           | Budapest - Pozsony - Břeclav - Varsó             |
| Hortobágy EC                   | UA-UZ WLABm                    | Bécs - Budapest - Záhony - Lviv - Kijev          |
| Corona IC                      | H-START WLABmz                 | Budapest - Kolozsvár - Csíkszereda - Brassó      |
| Ister IC                       | RO-CFR WLABmee                 | Budapest - Arad - Brassó - Bukarest              |
| Dacia Gy                       | RO-CFR WLABmee                 | Bécs - Budapest - Arad - Brassó - Bukarest       |
| Corvin Gy                      | RO-CFR WLABmee                 | Bécs - Budapest - Kolozsvár                      |
| Adria IC                       | H-START WLABmz                 | Budapest - Split (csak nyáron)                   |
| Istria Ex                      | H-START WLAB                   | Budapest - Fiume/Koper (csak nyáron)             |